# 趙暐
趙暐（？—？），字子烈，號龍溪，四川敘州府宜賓縣人，清朝政治人物。
康熙四十四年（1705年）乙酉科舉人，四十五年（1706年）丙戌科聯捷進士。授江南高淳縣知縣，五十九年（1720年）庚子科江南鄉試同考官，歷陞吏部文選司主事，文選司員外郎，入祀高淳縣名宦祠，舉鄉飲大賓，著有《琴鶴堂文稿》行世，誥授奉直大夫。